# Lyon (Mississippi)
Lyon é uma cidade  localizada no estado americano de Mississippi, no Condado de Coahoma.

## Demografia
Segundo o censo americano de 2000, a sua população era de 418 habitantes.
Em 2006, foi estimada uma população de 383, um decréscimo de 35 (-8.4%).

## Geografia
De acordo com o United States Census Bureau tem uma área de
1,2 km², dos quais 1,2 km² cobertos por terra e 0,0 km² cobertos por água.

## Localidades na vizinhança
O diagrama seguinte representa as localidades num raio de 24 km ao redor de Lyon.